# هیلگی
هیلگی (به انگلیسی: Hilgay) یک محله مدنی و روستا در بریتانیا است که در King's Lynn and West Norfolk واقع شده‌است. هیلگی ۳۳٫۳۸ کیلومتر مربع مساحت و ۱٬۳۴۱ نفر جمعیت دارد.